# Habenaria ndiana
Habenaria ndiana är en orkidéart som beskrevs av Alfred Barton Rendle. Habenaria ndiana ingår i släktet Habenaria och familjen orkidéer. Inga underarter finns listade i Catalogue of Life.